# Stazione di San Nicola di Melfi
La stazione di San Nicola di Melfi è una stazione ferroviaria posta sulla linea Rocchetta Sant'Antonio-Gioia del Colle, gestita da RFI. È senza traffico dal 2011, serviva il centro abitato di San Nicola di Melfi frazione di Melfi.

## Storia
La fermata fu inaugurata nel 1891, anno in cui è stata aperta la ferrovia. Fu chiusa definitivamente assieme alla tratta Rocchetta-Gravina nel 2011.

## Movimento
Nella stazione fermavano solo treni regionali per Gioia del Colle, Rocchetta Sant'Antonio e Foggia.

## Servizi
La stazione non dispone di alcun servizio.
Per il trasporto merci, la stazione è raccordata con lo stabilimento FIAT di Melfi 